# НХЛ у сезоні 1942—1943
НХЛ у сезоні 1942/1943 — 26-й регулярний чемпіонат НХЛ. Сезон стартував 31 жовтня 1942. Закінчився фінальним матчем Кубка Стенлі 8 квітня 1943 між Детройт Ред-Вінгс та Бостон Брюїнс перемогою «червоних крил» 2:0 в матчі та 4:0 в серії. Це третя перемога в Кубку Стенлі Детройта.

## Підсумкова турнірна таблиця
| # | Команда            | І  | В  | П  | Н  | ШЗ  | ШП  | Очки |
| - | ------------------ | -- | -- | -- | -- | --- | --- | ---- |
| 1 | Детройт Ред-Вінгс  | 50 | 25 | 14 | 11 | 169 | 124 | 61   |
| 2 | Бостон Брюїнс      | 50 | 24 | 17 | 9  | 195 | 176 | 57   |
| 3 | Торонто Мейпл-Ліфс | 50 | 22 | 19 | 9  | 198 | 159 | 53   |
| 4 | Монреаль Канадієнс | 50 | 19 | 19 | 12 | 181 | 191 | 50   |
| 5 | Чикаго Блек Гокс   | 50 | 17 | 18 | 15 | 179 | 180 | 49   |
| 6 | Нью-Йорк Рейнджерс | 50 | 11 | 31 | 8  | 161 | 253 | 30   |

## Найкращі бомбардири
| Гравець      | Команда            | І  | Г  | П  | О  | ШХ |
| ------------ | ------------------ | -- | -- | -- | -- | -- |
| Даг Бентлі   | Чикаго Блек Гокс   | 50 | 33 | 40 | 73 | 18 |
| Білл Коулі   | Бостон Брюїнс      | 48 | 27 | 45 | 72 | 10 |
| Макс Бентлі  | Чикаго Блек Гокс   | 47 | 26 | 44 | 70 | 2  |
| Лінн Патрик  | Нью-Йорк Рейнджерс | 50 | 22 | 39 | 61 | 28 |
| Лорн Карр    | Торонто Мейпл-Ліфс | 50 | 27 | 33 | 60 | 15 |
| Біллі Тейлор | Торонто Мейпл-Ліфс | 50 | 18 | 42 | 60 | 2  |

## Плей-оф

### Півфінали
| - 21 березня. Торонто - Детройт 2:4 - 23 березня. Торонто - Детройт 3:2 4ОТ - 25 березня. Детройт - Торонто 4:2 - 27 березня. Детройт - Торонто 3:6 - 28 березня. Торонто - Детройт 2:4 - 30 березня. Детройт - Торонто 3:2 ОТ Серія: Детройт - Торонто 4-2 | - 21 березня. Монреаль - Бостон 4:5 ОТ - 23 березня. Монреаль - Бостон 3:5 - 25 березня. Бостон - Монреаль 3:2 ОТ - 27 березня. Бостон - Монреаль 0:4 - 30 березня. Монреаль - Бостон 4:5 ОТ Серія: Бостон - Монреаль 4-1 |

### Фінал
- 1 квітня. Бостон - Детройт 2:6
- 4 квітня. Бостон - Детройт 3:4
- 7 квітня. Детройт - Бостон 4:0
- 8 квітня. Детройт - Бостон 2:0

Серія: Детройт - Бостон 4-0
Найкращий бомбардир плей-оф
| Гравець      | Клуб    | І  | Г | П | О  |
| ------------ | ------- | -- | - | - | -- |
| Карл Ліскомб | Детройт | 10 | 6 | 8 | 14 |

## Призи та нагороди сезону
| Нагороди                 | Гравець       | Команда            |
| ------------------------ | ------------- | ------------------ |
| Пам'ятний трофей Колдера | Гей Стюарт    | Торонто Мейпл-Ліфс |
| Пам'ятний трофей Гарта   | Білл Коулі    | Бостон Брюїнс      |
| Приз Леді Бінг           | Макс Бентлі   | Чикаго Блек Гокс   |
| Трофей Везини            | Джонні Моверс | Детройт Ред-Вінгс  |

| Нагорода               | Клуб              |
| ---------------------- | ----------------- |
| Приз принца Уельського | Детройт Ред-Вінгс |
| Приз О'Брайна          | Бостон Брюїнс     |
| Кубок Стенлі           | Детройт Ред-Вінгс |

## Команда всіх зірок
| Перша команда                    | Позиція              | Друга команда                      |
| -------------------------------- | -------------------- | ---------------------------------- |
| Джонні Моверс, Детройт Ред-Вінгс | Воротар              | Френк Брімсек, Бостон Брюїнс       |
| Ерл Зайберт, Чикаго Блек Гокс    | Захисник             | Джек Кроуфорд, Бостон Брюїнс       |
| Джек Стюарт, Детройт Ред-Вінгс   | Захисник             | Флеш Голлет, Бостон Брюїнс         |
| Білл Коулі, Бостон Брюїнс        | Центральний нападник | Сіл Еппс, Торонто Мейпл-Ліфс       |
| Лорн Карр, Торонто Мейпл-Ліфс    | Правий нападник      | Браян Гекстолл, Нью-Йорк Рейнджерс |
| Даг Бентлі, Чикаго Блек Гокс     | Лівий нападник       | Лінн Патрик, Нью-Йорк Рейнджерс    |
| Джек Адамс, Детройт Ред-Вінгс    | Тренер               | Арт Росс, Бостон Брюїнс            |